# 695 Белла
695 Белла (695 Bella) — астероїд головного поясу, відкритий 7 листопада 1909 року.
Тіссеранів параметр щодо Юпітера — 3,388.